# I Will Wait
I Will Wait è un singolo del gruppo folk rock inglese Mumford & Sons, pubblicato nel 2012 ed estratto dall'album Babel.
Il brano è stato scritto da Marcus Mumford e prodotto da Markus Dravs. Si tratta della canzone di maggior successo del gruppo, dopo i successi di Litte Lion Man e The Cave.

## Storia del brano
La canzone nasce da un precedente brano, mai registrato, intitolato Nothing Is Written, risalente al 2010. La prima versione del brano fu presentata durante un'esibizione ai Grammy Awards, con l'assenza del ritornello [I will wait / I will wait for you] e un arrangiamento basato sul ritmo acustico dell'arpeggio con le dita, eseguito da Marcus Mumford.

### Accoglienza della critica
La canzone ha ricevuto recensioni generalmente favorevoli. Grady Smith dell'Entertainment Weekly ha dato alla canzone una recensione positiva, dicendo che la canzone "risuona familiare come il singolo nominato ai Grammy, The Cave, con il suo ritornello gridato, trombe trionfanti, una grancassa in sottofondo e un testo serio su un rapporto così perfetto, che Marcus Mumford si inginocchia in riverenza, alzando le mani e desiderando che la sua mente sia "liberata dalle menzogne". Stephanie Middleton di Celebrity Cafe ha detto: "Con voci e armonie intoccate, i ragazzi riescono a creare un'altra vera canzone, stile Mumford & Sons."
Katie Hasty di HitFix ha dato alla canzone un B +, dicendo "Marcus è un coccolone, ma ha un problema con le ripetizioni", ha poi detto "nell'esecuzione brano, vincono, quando salgono su di un'ottava e fino a che non danno il massimo nel ritornello." Conclude: "Questa canzone potrebbe diventare davvero grande". Liv Carter di Urban Country News ha premiato la canzone con un "pollice in su", dofinendola "un perfetto pezzo folk rock che merita di essere presentato al più vasto pubblico radiofonico del Paese". La rivista Rolling Stone mise la canzone al tredicesimo posto fra le migliori canzoni del 2012.

## Tracce
Download digitale
1. I Will Wait – 4:36

Live performance
1. I Will Wait (Live From The BRIT Awards) – 4:48

## Video
Il videoclip è stato registrato presso il Red Rocks Amphitheatre di Morrison (Colorado).

## Classifiche
| Classifica (2013) | Posizione raggiunta |
| ----------------- | ------------------- |
| Australia         | 23                  |
| Canada            | 9                   |
| Regno Unito       | 12                  |
| Stati Uniti       | 12                  |

## Curiosità
- La canzone è stata inserita fra i brani che possono essere suonati nel videogioco Guitar Hero Live.